# 登山家

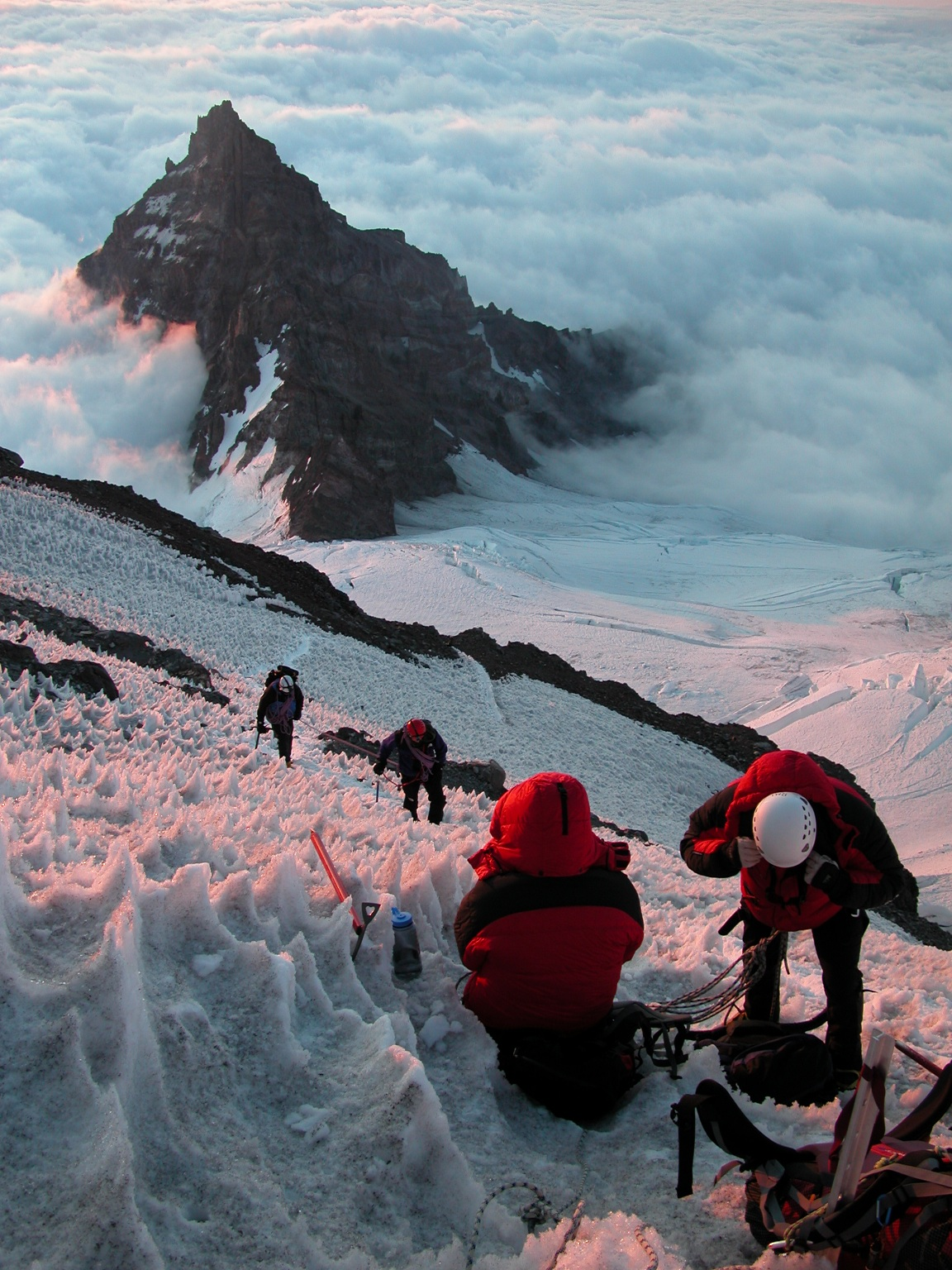
リトル・タホマ・ピークを眺めながらレーニア山に登る登山者たち

登山家（とざんか）は、狭義ではヒマラヤの未踏峰登頂などに企業や大学の支援を受けて挑み、それによって得た名声を武器に講演、著述、企業アドバイザー、山岳ガイドなど様々な活動によって糧を得ている人たちのこと、また広義では、登山・クライミング、山スキーを生活の中心としている人達（登山愛好家）のことをいう。この先鋭的な登山家と愛好家的な登山家との間には様々なバリエーションがある。音楽家、武道家などと同様。

## 概要
欧米での登山家については登山を参照のこと。
日本の近代登山に先立つ修験道の時期としては、飛鳥時代の開祖・役の行者が挙げられる。紀伊半島の大峰山で修行し、のち天皇の怒りをかって伊豆半島に流されたが、夜間には空中を飛んで富士山で修行したとされるが史実として正確なものかどうかはわからない。同様に全国の修験の山地では空海およびその弟子の来訪伝説をもつところが多い。また江戸時代の富士講の二代開祖食行身禄も有名である。
ウエストンらが活躍した明治・大正期の登山家としては、日本山岳会会長であった槇有恒が挙げられよう。槇はスイスに長く滞在し、アイガーなどアルプス各地を登攀するとともに、登山用具の製造法などを持ち帰った。また陸軍地図班の軍人たちも国内の多くの高峰を登頂した。
大正期に盛んだった皇族登山の時代には、スイス・マッターホルンにも遠征した秩父宮雍仁親王が代表的な登山家としてまず挙げられるが、日本の敗戦によって登山史からは抹殺されてしまっている。大正末期にはじまった社会人登山の代表としては、神戸造船所の社会人登山家加藤文太郎が挙げられる。
欧米からすでに多くの遠征隊が送り込まれていたヒマラヤ山脈への挑戦は、三田幸夫が1930年代初めに日本の登山界にその必要性を訴え、1936年に堀田弥一率いる立教大学OBによる遠征隊がナンダ・コート（標高6867メートル、当時のイギリス領インド領内）の登頂に成功したが、戦前のヒマラヤ遠征はこの1件にとどまった。
戦後期には今西錦司を隊長とする京都大学探検隊の活躍が目立った。
高度成長期である1977年のK2日本隊の登頂あたりから、各国のヒマラヤ登山隊は国家的に組織された数百人規模の大編成のものになり、次第に個人名は消えていく。
国家登山に反発する形で、ラインホルト・メスナーなどの少人数で無酸素といったクラシックなアルパインスタイルでの極限登山が欧米では復活する。
1980年代からバブル期までは植村直己といった単独での極限登山、探検をなりわいとするプロフェショナルな登山家や、三浦雄一郎のような冒険家というタレント的な職業が成立し、名声を博した。
続く平成期、令和期においては、極限登山に挑む先鋭的な登山家は激減した。その要因としては、ヒマラヤの8000m級未踏峰がほぼ登頂され尽くしたこと、バブル経済がはじけたことによって極限登山を支援すべき日本の企業が長い停滞期に入ったこと、格差社会によって不安定で挑戦的な選択をする人が減ったこと、ヒマラヤの観光地化をすすめるネパール政府によって安全なガイド登山が主流とされ、未踏峰ルートの登攀が許可されにくくなったこと、日本人の体力低下などが考えられる。
元日本山岳会副会長の重広恒夫は、かつて日本には100人以上の先鋭的な登山家がいたが、2017年現在は10人程度に減ってしまったとしている。また、ヒマラヤをはじめ極限登山に挑む登山家に関西出身者が多いのは、関西から北アルプスは遠く、そう簡単に来れるわけではなかったため、天候が悪くとも粘り強く挑戦する姿勢が養われたからだともしている。
実際には、登山・クライミングなどを通じて得た経験を元に、山岳ガイド（アルパインガイド・登山ガイド）、登山学校経営、登山ショップ経営、講演活動、執筆活動などを行って生活の糧を得ており、長いこと日本に居ないならば定職に就けないため、彼らのためにビルの窓ふきの会社まで設立されたこともある（ゴンドラが使えない特殊な形状の建物については登山の技術を生かして窓ふきができる）。
フランスでは、高山ガイドになるのに国立の養成所（ENSA）があり、そこに入るためには厳しい入学試験がある。スイスでは、高山ガイドになるための国家試験を国がガイド組合に委託して行っている。
日本でも1971年に日本アルパインガイド協会が設立。山岳ガイドの認定を行っていたが、初期には申請するだけで資格を得ることができた。現在は、公益社団法人日本山岳ガイド協会が資格認定団体となり、その傘下にいくつかの組織が成立している。しかし、独自の資格認定を行うなど問題の多かった日本アルパインガイド協会が除名されるなど各団体ごとの意識や技術の差が大きいのが問題となっている。

## 関連職業と著名人
- 山案内 - 上條嘉門次、今田重太郎[5]
  - 中語 - 江戸時代後半から、立山の芦峅寺集落で修行のための登山ガイドを生業とする職業。その後多くの山でのガイドを行うようになる[6]。著名な中語として佐伯平蔵がいる。
  - 山岳ガイド - 多くの国では資格を必要とする。フランス、スイスなどでは国家資格である[5]。
  - シェルパ - 山中の様々な仕事を請け負い、歩荷も行う。

- 荷物持ち
  - 強力(ごうりき)
  - 歩荷
  - ポーター（英語版）

- 山岳写真家
- 山岳部隊

- 山師
  - 山へ分け入り鉱脈・路頭を見つけたり、水晶や金・木材などの資源を持ち帰ったりする。まれにガイドなども行った。ジャック・バルマ（英語版）（モンブラン登頂）

### 団体
- シャモニーガイド協会（フランス語版） - 1821年に設立した現存する世界最古の山岳ガイドの協会。
- 国際山岳ガイド連盟（英語版） ‐ 1965年設立。
- 日本山岳ガイド協会

## 関連する技術
- 雪崩学
- 山岳気象学
- 山岳救助
- スキー
- 登攀（アイスクライミング、ロッククライミング、ロープワーク）
- 地図学
- 無線通信資格